# William Bolcom
William Elden Bolcom (Seattle, 26 de mayo de 1938) es un pianista y compositor estadounidense.
Estudió inicialmente en la Universidad de Washington. Posteriormente, se perfeccionó en la Universidad Stanford y en el Conservatorio de París.
Sus "12 nuevos estudios para piano" recibieron el premio Pulitzer en 1988.
Es autor de seis sinfonías; una obra para coro, solistas y orquesta titulada "Songs of Innocence and Experience" (Canciones de inocencia y experiencia, basado en el poema homónimo de William Blake); canciones, un Concierto para piano y orquesta, música de cámara y varias piezas para piano.
Ha compuesto tres óperas principales, McTeague, A View From the Bridge y A Wedding, todas encargadas y estrenadas por la Ópera Lírica de Chicago dirigida por Dennis Russell Davies. Las tres se basaron en libreto de Arnold Weinstein, a veces en colaboración con otros escritores. McTeague, basada en la novela de 1899 de Frank Norris, con libreto de Weinstein, se estrenó el 31 de octubre de 1992. A View from the Bridge, con libreto de Weinstein y Arthur Miller, se estrenó el 9 de octubre de 1999. A Wedding, basada en la película de Robert Altman y John Considine del año 1979, con libreto de Weinstein y Altman, se estrenó el 11 de diciembre de 2004.